# Западный железнодорожный обход Саратова
За́падный железнодоро́жный обхо́д Сара́това — строящаяся железнодорожная линия Татищево — Ивановский, которая позволит грузовым поездам следовать в обход Саратова. Вторая очередь железнодорожного обхода Саратова.
Строительство ведётся в целях развития международного транспортного коридора «Север — Юг».

## История
Первая очередь обхода (с севера) Липовский — Курдюм была сдана в эксплуатацию в 1988 году (в 1989 году участок был электрифицирован). Работы же по сооружению второй очереди обхода не были начаты из-за падения объёмов перевозок.
В июле 2006 года Саратов посетил Владимир Якунин, глава РЖД. 11 июля 2006 года, после его встречи с губернатором Павлом Ипатовым было решено начать строительство западного обхода Саратова. В 2007 году началось разрабатываться технико-экономическое обоснование, планировалось начать строительство в 2008 году и завершить к 2009 году, ориентировочная стоимость составляла свыше 5 млрд рублей.
В 2007—2008 годах институт Саратовжелдорпроект разработал ТЭО по проекту, а также трассу пути. ТЭО прошло экспертизу и получило в 2009 году положительное заключение. Трасса пройдёт по территории Татищевского и Саратовского районов. Стоимость строительства возросла до приблизительно 11,5 млрд рублей, а датой окончания реализации был назван 2014 год. Ко 2 октября 2008 года было написано технико-экономическое обоснование, проведены топографические и изыскательские работы, а также определена трасса.
24 мая 2011 года и. о. председателя городского комитета Саратова по архитектуре и градостроительству Андрей Гнусин сообщил, что строительство перегона в районе Татищева завершается, однако информация не подтвердилась.
На интернет-конференции 8 июня 2011 года министр транспорта Саратовской области Иван Панков сказал, что строительство ещё не началось и что решается вопрос о включении проекта в инвестиционную программу РЖД.
10 декабря 2015 года стало известно, что строительство железнодорожного обхода откладывается на период «после 2030 года».
6 сентября 2016 года начальник ПривЖД Сергей Альмеев сообщил, что строительство обхода запланировано на 2017—2025 годы.
27 августа 2021 года были подведены итоги объявленного весной конкурса на выполнение строительных работ. Победителем стало ООО "Объединенная строительная компания 1520", стоимость работ составляет 55,3 миллиарда рублей. Работы включают:
- реконструкцию станций Курдюм и Ивановский со строительством нового парка;
- строительство новой двухпутной электрифицированной железнодорожной линии на участке ст. Курдюм - ст. Ивановский;
- строительство соединительного пути от новой линии до станции Татищево.

Выполнить работы первоначально планировали до марта 2025 года.
Первые два этапа с переносом из зоны строительства газо-и нефтепроводов были завершены в конце 2022 года.
По состоянию на июнь 2023 года уложено 23 км пути. Открыть движение планируется в 2025 году, полностью завершить работы — в 2026 году.

## Значение
Строительство западного обхода позволит сократить число грузовых поездов, проходящих по Саратову, и ускорить перевозку важных грузов и вывести поезда, перевозящие опасные грузы, за пределы города, а в перспективе — перенести сортировочные станции и весь грузовой поток за пределы города. По словам Сергея Лиходаева, заместителя начальника Приволжской железной дороги, часть грузового потока всё же будет идти через город, но пассажирская станция Саратов-1 всё равно значительно разгрузится. Кроме того, это улучшит экологическую обстановку в городе, повысит качество обслуживания пассажирских поездов, а также создаст дополнительные рабочие места на новом участке железной дороги.
Предполагалось, что после сооружения обхода на высвободившихся путях в городе будет вероятно строительство наземного метро или пуск городской электрички. Тем не менее, железнодорожные пути, проходящие через Саратов, будут заняты пропуском грузовых поездов по направлениям, для которых наиболее коротким является путь через Саратов: это Анисовка — Сенная, Аткарск — Анисовка, Петров Вал — Анисовка, а также пассажирских поездов, имеющих остановку в Саратове, и почтово-багажных поездов, которые обязаны иметь остановку в областном центре.